# Ẩm thực Estonia

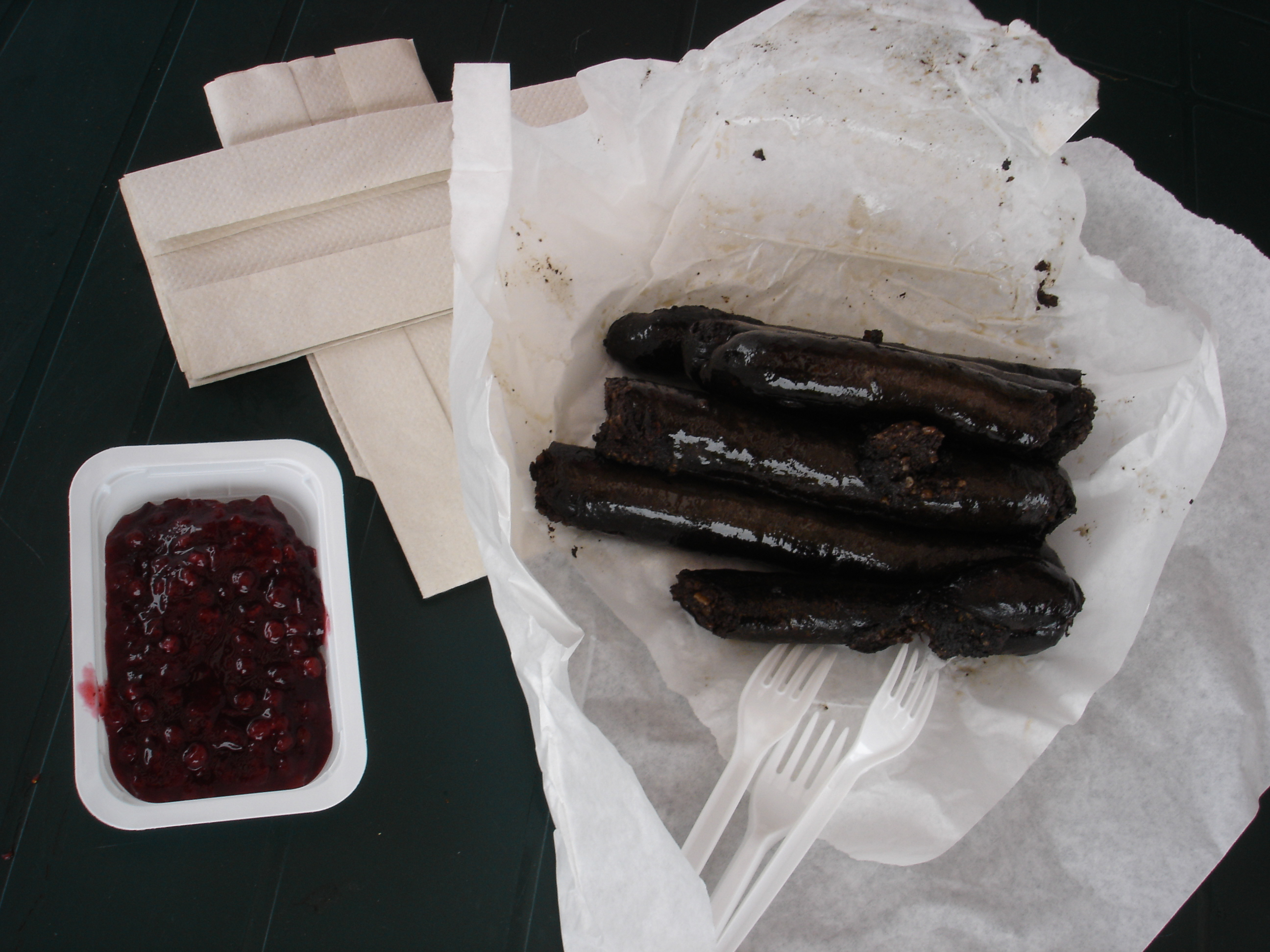
Dồi cùng với sốt dâu lingonberry

Ẩm thực truyền thống của Estonia cơ bản được dựa trên thịt và khoai tây, và cá ở các vùng ven biển và ven hồ, nhưng ngày nay mang ảnh hưởng từ nhiều món ăn khác, bao gồm một loạt các món ăn quốc tế với một số đóng góp ẩm thực từ các truyền thống ẩm thực của các nước lân cận: Scandinavia, Đức, Nga và các ảnh hưởng đã đóng một phần của họ vào nền ẩm thực Estonia. Các loại thực phẩm tiêu biểu nhất tại Estonia đã là bánh mì lúa mạch đen, thịt lợn, khoai tây và các sản phẩm từ sữa. Thói quen ăn uống của Estonia trong lịch sử đã được gắn kết chặt chẽ với các mùa. Xét về mặt hàng chủ lực, ẩm thực Estonia gắn chặt với bia, vodka, lúa mạch đen và "vành đai" thịt lợn của châu Âu.

## Món ăn lạnh

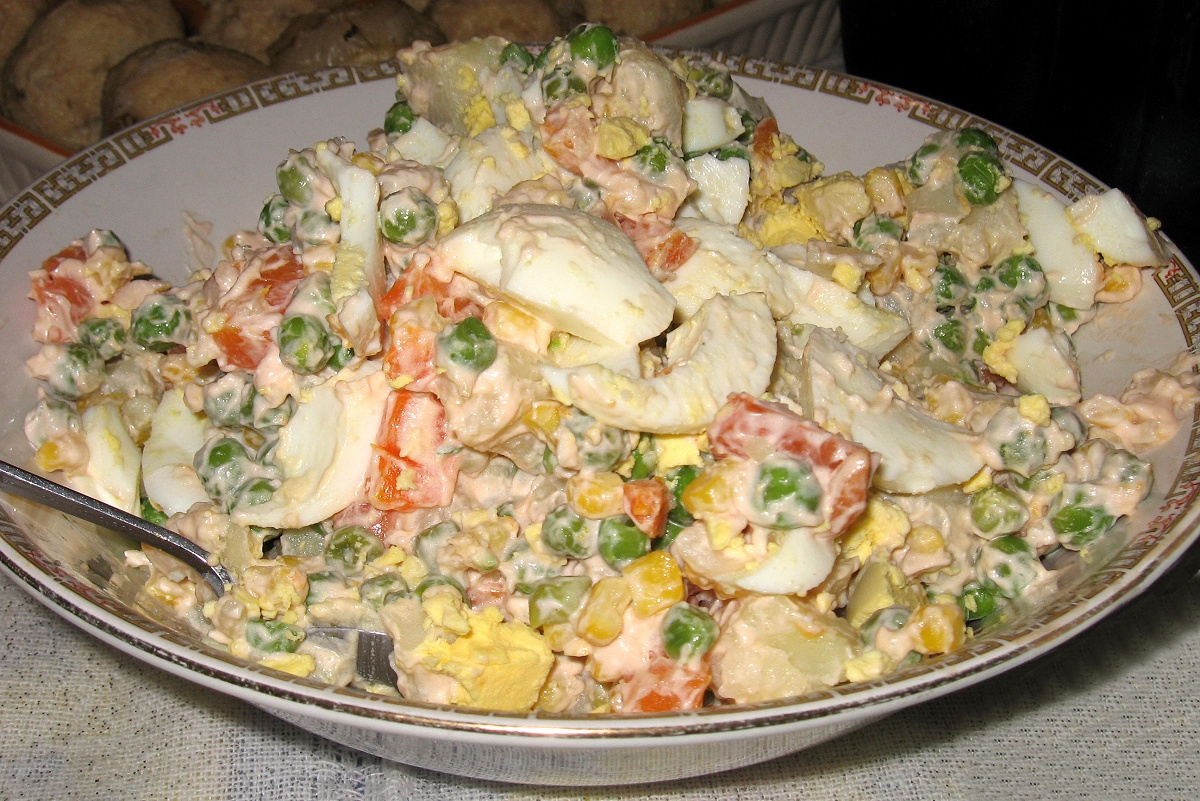

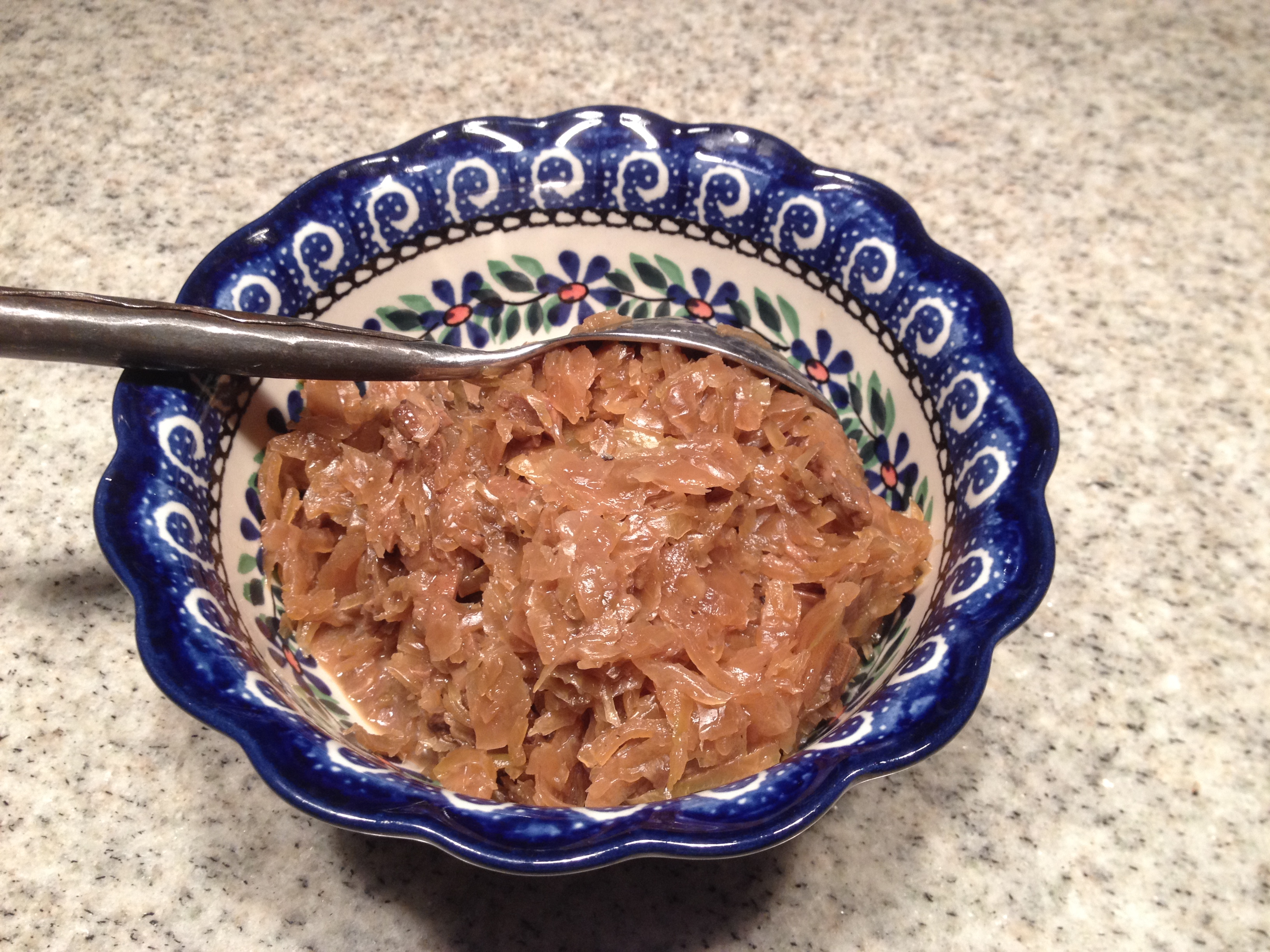
Bắp cải với nấm

Món ăn đầu tiên trong ẩm thực truyền thống của Estonia dựa trên các món ăn lạnh - gồm các loại thịt và xúc xích ăn kèm với xa lát khoai tây hoặc rosolje, một món ăn đặc trưng của Estonia, gần như giống hệt nhau như món sillsallad Thụy Điển, chế biến từ củ cải đường, khoai tây và cá trích bánh ngọt nhỏ. gọi pirukad ("pirukas" ở số ít) - một món liên quan với món pirozhki - với thịt, bắp cải, cà rốt, gạo và các chất hàn hoặc các hỗn hợp khác cũng rất phổ biến, và thường được ăn kèm với nước dùng. Cá trích là món phổ biến ở những loài cá khác như là một phần của món lạnh Estonia. Cua và tôm xông khói hoặc cá chình ướp, món tôm càng, và nhập khẩu được coi là món ngon. Một trong những món ăn dân tộc của Estonia là räim (cá trích lùn Baltic), cùng với sprats. Cá bơn, cá rô và cá rô pike cũng rất phổ biến.

## Súp
Súp có thể được ăn trước món chính, nhưng theo truyền thống nó tạo thành món chính và thường được làm từ thịt hoặc nước hầm gà trộn với các loại rau. Súp còn được trộn với kem chua, sữa và sữa chua.
Một dạng độc đáp của súp Estonia là leivasupp, nó là một dạng súp ngọt làm từ bánh mì đen và táo, thường được phục vụ cùng kem chua hoặc kem sữa béo và được nêm với quế và đường.

## Món chính
Bánh mì lúa mạch đen được ăn cùng trong hầu hết các món mặn ở Estonia. Thay vì chúc ngon miệng bằng câu "bon appetit", người Estonia thường nói jätku leiba ("chúc miếng bánh còn nhiều"). Người Estonia quý trọng bánh lúa mạch đen. Estonia không phải một vùng dư dả, nếu một miếng bánh bị rơi xuống sàn, việc làm tốt là nhặt nó lên, hôn nó để bày tỏ sự kính trọng, rồi ăn nó.

## Tráng miệng

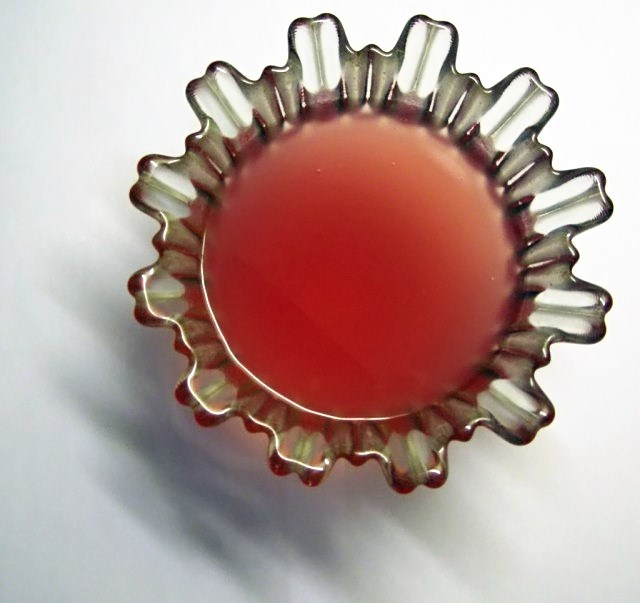
Kissel (một loại đồ uống) lý chua đỏ Estonia

Các món tráng miệng cụ thể bao gồm kissel, kẹo pho mát sữa đông (curd snack) và kama. Các món tráng miệng phổ biến khác của Estonia là mannavaht, kohupiimakreem hoặc kompott. Bánh Rabarbari cũng được ưa thích. Một móng tráng miệng nổi tiếng khác là kringle (tiếng Estonia: kringel), một loại bánh mì men ngọt cùng với bạch đậu khấu.

## Đồ uống

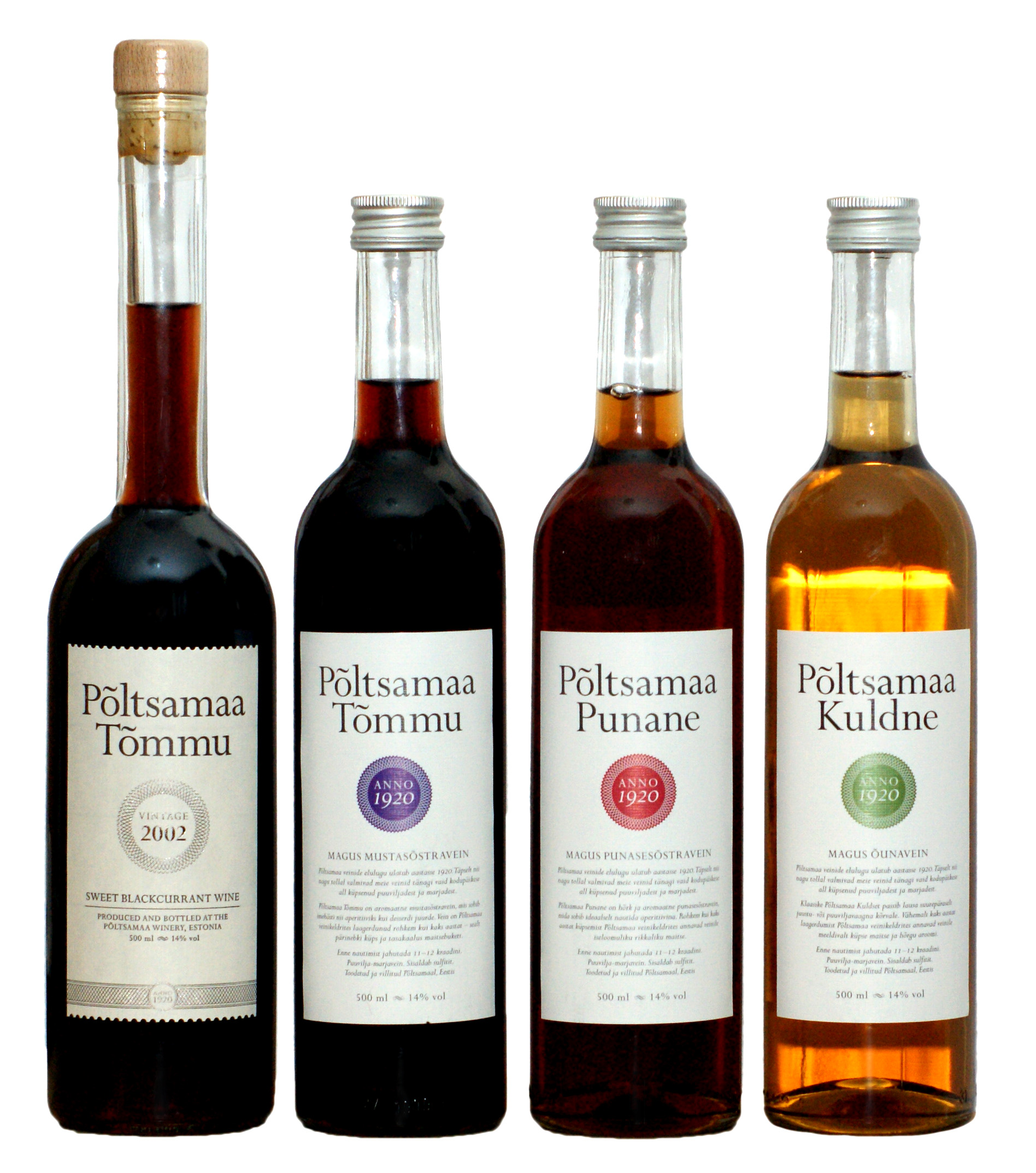
Rượu vang địa phương chủ yếu là vang hoa quả

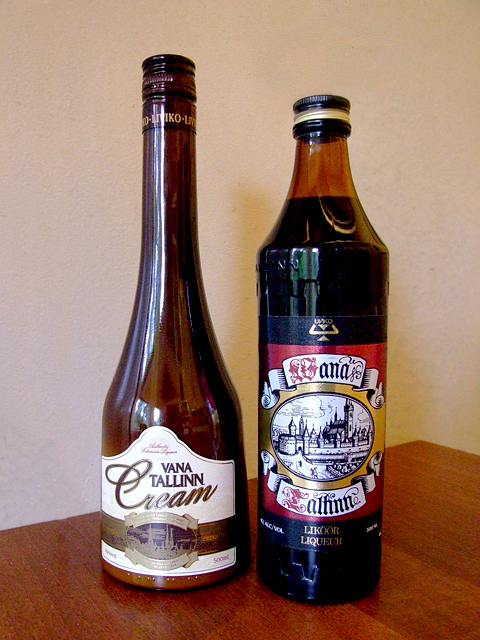
Vana Tallinn

Một đồ uống truyền thống nổi tiếng gọi là kali—giống với kvass của Nga—và đang trở nên mổ biến trở lại. Mead hay mõdu, là đồ uống nổi tiếng nhất ở thời cổ, đã gần như hoàn toàn biến mất. Ngày nay, bia ủ địa phương là lựa chọn số một để đi kèm với đồ ăn, các loại nước quả khác nhau và nước lọc là các lựa chọn cho đồ uống không có cồn. Rượu vang được uống rộng rãi, mặc dù nó không nổi tiếng như bia, nó đang trở nên phổ biến hơn. Cũng có vang hoa quả Estonia được làm từ táo hoặc các loại quả mọng. Sữa cũng được uống rộng rãi bởi trẻ em cũng như người lớn. Người Estonia tự hào bởi vodka của họ và các loại spirits, ví dụ như Vana Tallinn. Hai nhà máy bia nổi tiếng nhất Estonia là A. Le Coq, thành lập năm 1807, và nhà máy bia Saku, thành lập năm 1820.
Các sản phẩm từ sữa khác ngoài sữa bao gồm keefir và cả hapupiim và pett, chúng là các loại kem sữa tươi khác nhau.

## Theo mùa

### Xuân và hạ
Theo truyền thống trong mùa xuân và hạ, người Estonia thường thích ăn những gì tươi—quả mọng, thảo mộc, các loại rau, và tất cả những gì từ vườn của họ. Đi săn và câu đã từng phổ biến trong lịch sử. Ngày nay, chúng vẫn phổ biến trong thời gian rảnh rỗi.herbs, vegetables and everything else that comes straight from the garden. Hunting and fishing were common in the history. Nowadays, they have remained as popular pastimes. Thịt nướng hun khói cũng phổ biến vào mùa hè

### Mùa đông và Giáng Sinh
Trong những tháng mùa đông, mứt, đồ ăn được bảo quản và dưa chuột muối thường được ăn. Trong quá khứ, khi nền kinh tế chủ yếu là nông nghiệp, thu hoạch và bảo quản hoa quả, nấm và rau củ cho những tháng mùa đông rất quan trọng. Ngày nay, thu hoạch và bảo quản ít phổ biến hơn vì hầu hết mọi thứ đều mua được ở các cửa hàng, nhưng chuẩn bị đồ ăn cho mùa đông vẫn phổ biến ở vùng quê và với nhiều người phản đối thương mại hoá thói quen ăn uống. Giữ gìn truyền thống là quan trọng với nhiều người.
Pudding đen (tiếng Estonia: verivorst), thịt ướp nấu đông (tiếng Estonia: sült), và dưa cải Đức (tiếng Estonia: hapukapsas) với khoai tây nướng bỏ lò đã là một phần của thực đơn truyền thống mà ngày nay hầu như là đặc sản dịp Nôel. Đồ ăn điển hình dịp Giáng Sinh có táo, quýt và bánh mì gừng.

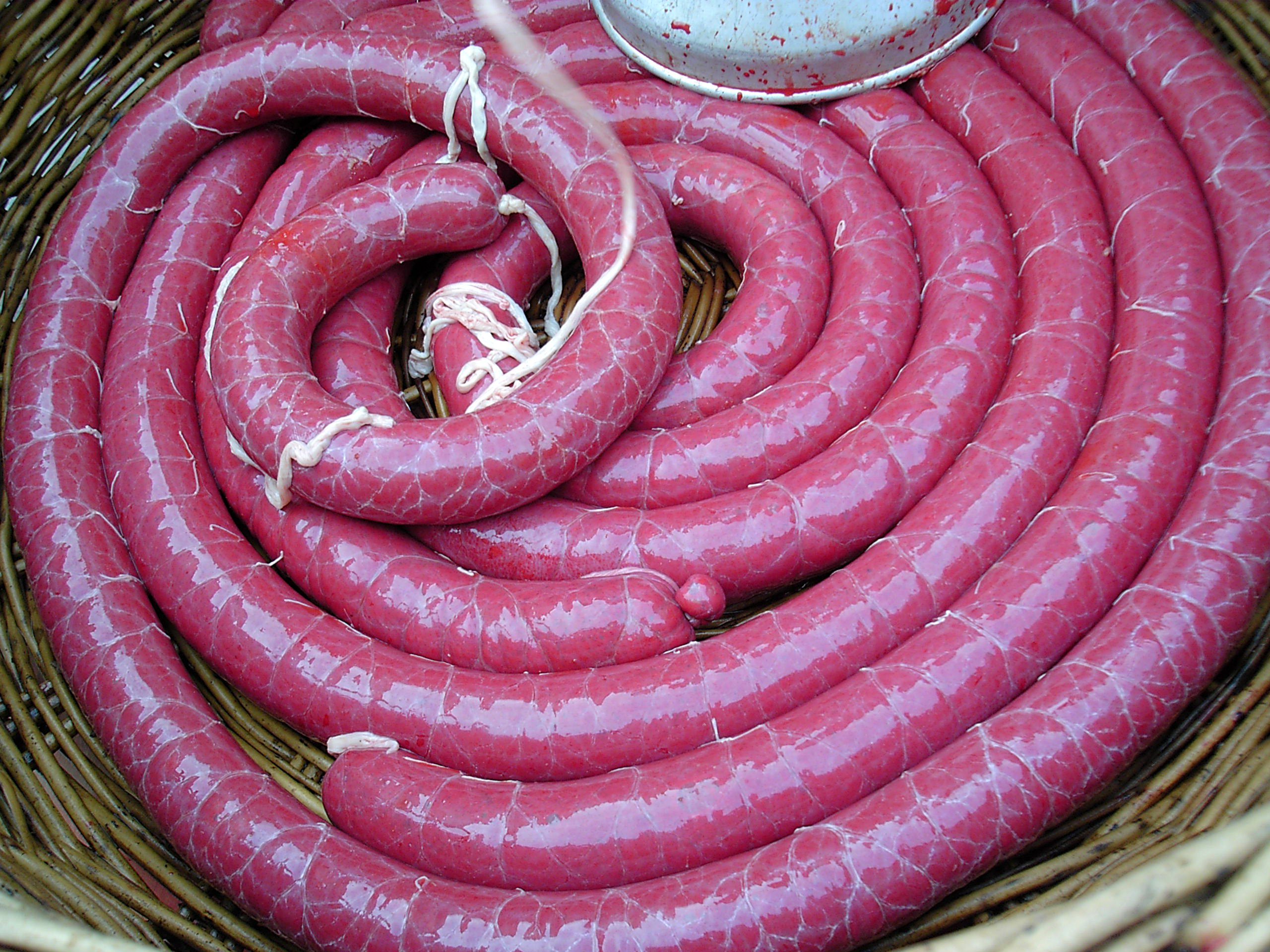
Bánh pudding đen trước khi nấu
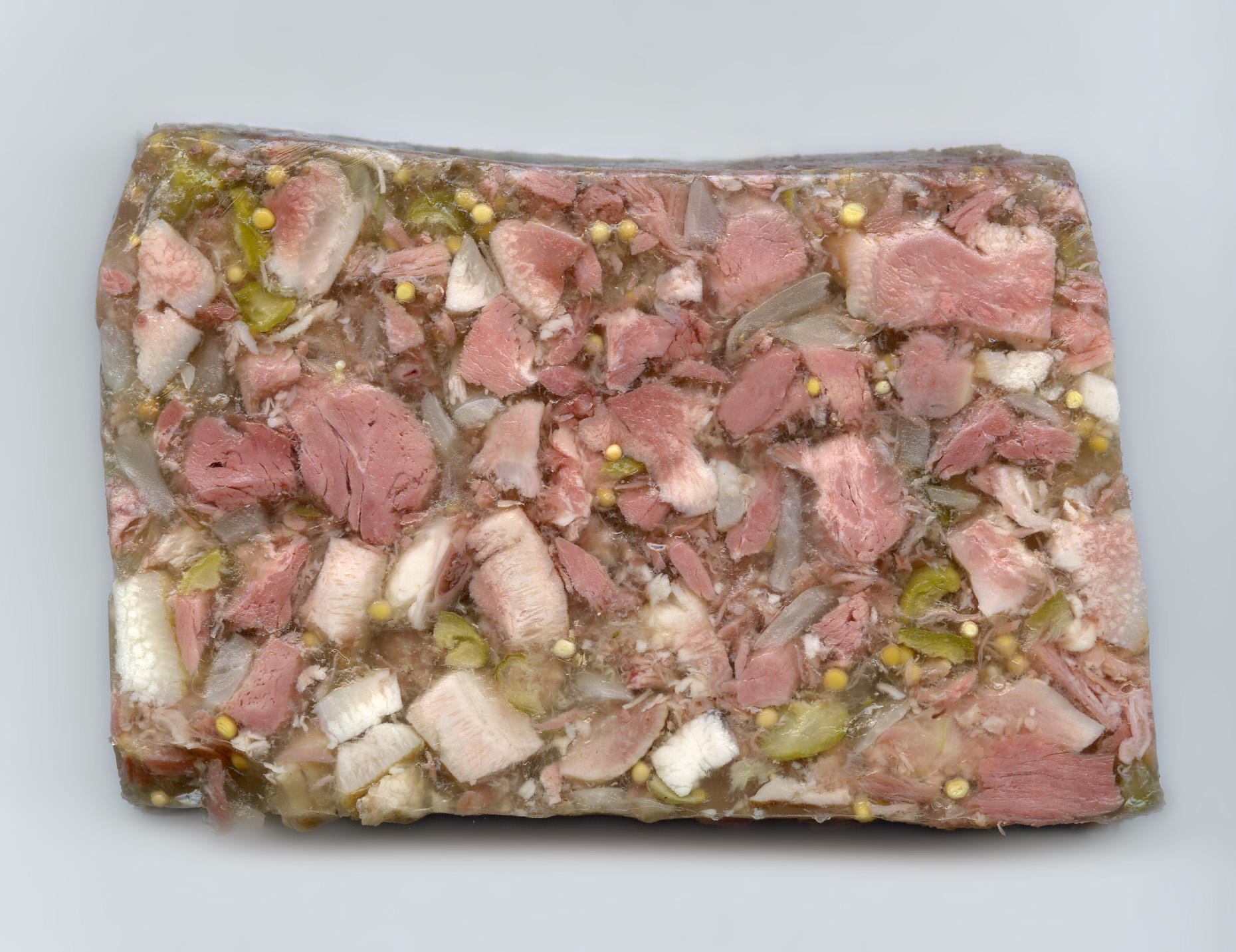
Thịt ướp nấu đông